# Иржа (приток Липовки)
Иржа (в верховье — овраг Сухая Иржа) — река в России, левый приток Липовки. Протекает в Кошкинском и Сергиевском районах Самарской области. Устье реки находится в 28 км по левому берегу реки Липовка. Длина реки составляет 34 км.
Левый приток — Большой Елховый.

## Данные водного реестра
По данным государственного водного реестра России относится к Нижневолжскому бассейновому округу, водохозяйственный участок реки — Сок от истока и до устья. Речной бассейн реки — Волга от верховий Куйбышевского вдхр. до впадения в Каспий.
Код объекта в государственном водном реестре — 11010000612112100006058.